# Brandon Pérez
Brandon Noah Pérez (* 14. Januar 2000 in Durham, North Carolina) ist ein US-amerikanisch-venezolanischer Tennisspieler.

## Persönliches
Brandon Pérez wurde in den USA geboren, repräsentiert im Tennissport jedoch Venezuela, die Heimat seiner Eltern Mike und Donna Pérez. Sein Pate, Omar Vizquel, ist ein ehemaliger erfolgreicher Baseballspieler.

## Karriere
Zwischen 2016 und 2018 trat Brandon Pérez auf der ITF Junior Tour an. In dieser Zeit gewann er zwei unterklassige Doppelturniere und erreichte als beste Platzierung Rang 124 der Junioren-Rangliste. Er war der höchstplatzierte Junior aus Venezuela und zählte zu den besten 20 Spielern Südamerikas.
Im Jahr 2018 begann Pérez ein Studium am Virginia Polytechnic Institute and State University. 2020 wechselte er an die University of Nebraska. Nach einer einjährigen Pause setzte er sein Studium 2022 an der Old Dominion University fort, wo er 2023 seinen Bachelor-Abschluss erwarb. Während seines Studiums war er im College Tennis aktiv.
Pérez spielte sein erstes Profiturnier 2017. Im Einzel erzielte er auf der ITF Future Tour als beste Ergebnisse zwei Viertelfinalteilnahmen und erreichte Rang 1056 in der Weltrangliste. Im Doppel feierte er jedoch größere Erfolge: 2021 gewann er seine ersten beiden Future-Titel, gefolgt von einem weiteren Titel 2023 und zwei weiteren Erfolgen 2024. Diese Leistungen brachten ihn auf sein bisheriges Karrierehoch von Rang 605 in der Doppelweltrangliste. Auf der ATP Challenger Tour blieb ihm bei seinen bisherigen zwei Einsätzen ein Sieg allerdings verwehrt.
2023 nahm Pérez an den Panamerikanischen Spielen teil. Sowohl im Einzel als auch im Mixed schied er jedoch in den frühen Runden aus. Ein Jahr zuvor schied er bei den Südamerikaspielen ebenfalls früh aus.
Seit 2018 ist Pérez Mitglied der venezolanischen Davis-Cup-Mannschaft. In zwölf Begegnungen weist er eine Bilanz von sechs Siegen und sieben Niederlagen auf.